# Bartoušov
Bartoušov (en allemand : Pattersdorf) est une commune du district de Havlíčkův Brod, dans la région de Vysočina, en République tchèque. Sa population s'élevait à 158 habitants en 2020.

## Géographie
Bartoušov se trouve à 6 km au sud-est du centre de Havlíčkův Brod, à 21 km au nord-nord-est de Jihlava et à 103 km au sud-est de Prague.
La commune est limitée par Pohled au nord, par Dlouhá Ves à l'est, par Šlapanov au sud, et par Vysoká et Havlíčkův Brod à l'ouest.

## Histoire
La première mention écrite de la localité date de 1281.

## Transports
Par la route, Bartoušov se trouve à 7 km de Havlíčkův Brod, à 31 km de Jihlava et à 123 km de Prague.